# Hans Toepper
Hans Toepper (* 9. September 1885 als Johannes Otto Toepper in Briesen, Westpreußen; † 11. August 1956 in München) war ein deutscher Landschafts-, Genre- und Porträtmaler sowie Grafiker der Düsseldorfer Schule.

## Leben
Toepper erhielt zunächst eine künstlerische Ausbildung an der Kunstgewerbeschule Danzig. Von 1904 bis 1912 war er Student der Kunstakademie Düsseldorf. Dort waren Albert Maennchen, Peter Janssen der Ältere, Adolf Münzer und Willy Spatz seine Lehrer. Ab 1912 lebte er in München. Im Ersten Weltkrieg ließ er sich als Freiwilliger rekrutieren. 1920 trat er der DAP bzw. NSDAP bei. Toepper war außerdem Mitglied des Bundes Oberland und erhielt als solcher den Blutorden der NSDAP. 1923 beteiligte er sich am Hitlerputsch in München.
Als Illustrator schuf er Darstellungen für Ansichtskarten, etwa zum Ring des Nibelungen, zu Schillers Glocke und Wilhelm Tell, als Porträtmaler schuf er Bildnisse von Carl Benz, Gottlieb Daimler, Erich Ludendorff, Paul von Hindenburg und Adolf Hitler. Insbesondere trat er durch NS-Kunst in Erscheinung. Sein Gemälde Volk in Gefahr wurde 1937 in der Großen Deutschen Kunstausstellung präsentiert. Sein Ölbild Deutsche Symphonie, eine monumentale allegorische Figurengruppe aus dem Jahr 1938, die die völkische und nationalsozialistische Idee der Volksgemeinschaft idealisiert und 1939 in der Großen Deutschen Kunstausstellung gezeigt wurde, erwarb Hitler für 9000 Mark. Mit dem Bild Der Judas war er auf der Großen Deutschen Kunstausstellung 1940 vertreten. Mehrere seiner Bilder befinden sich in der Sammlung der Städtischen Galerie im Lenbachhaus.

## Werke (Auswahl)
Ölgemälde
- Der Inn bei Kufstein (1920)
- Porträt Carl Benz (vor 1925)
- Deutsche Symphonie (um 1939), U.S. Army Center of Military History
- Der Judas (um 1940)
- Bildnis des Malers Griehl (1943)